# 笠松町運動公園
笠松町運動公園（かさまつちょううんどうこうえん）は、岐阜県羽島郡笠松町にある都市公園（運動公園）である。

## 概要
1986年（昭和61年）に開園。2013年（平成25年）から都市公園としての再整備が行われ、2018年（平成30年）に完成。同年7月21日に完成記念オープニングセレモニーが行われた。
園内には運動場（多目的グラウンド）、芝広場、遊具広場がある。遊具広場には笠松町のマスコットキャラクターの「かさまるくん」をモチーフとした大型複合遊具、健康遊具、ターザンロープ、ブランコ、幼児向けの遊具、乳幼児向けの遊具などが整備されている。

## 運動施設概要
運動場（多目的グラウンド）
- ソフトボール場1面分の広さがある。バックネット、ダッグアウトあり。

芝広場
- 広さ約2,900㎡。グラウンドゴルフ場としても使用可能。

## 所在地
- 岐阜県羽島郡笠松町北及字高坪1655番地の1

## 利用案内
開園時間
- 芝広場及び遊具広場の営業時間は終日。年中無休。
- 運動場の営業時間は6：00から18：00。休場日は年末年始（12月29日～1月3日）及び笠松町行事開催日（笠松春まつり、リバーサイドカーニバル、町民運動会など）

利用料金
- 芝広場及び遊具広場は無料。
- 運動場は有料（事前予約が必要）。

駐車場
- 131台（無料）

## 交通アクセス

### 交通機関
- 笠松町公共施設巡回町民バス「運動公園前」バス停より徒歩ですぐ。
- 名鉄竹鼻線「柳津駅」下車、徒歩で約20分。

## 周辺施設
- 笠松町立松枝小学校
- 笠松町松枝公民館
- 松枝保育所
- 笠松双葉幼稚園
- 笠松町福祉健康センター
- 笠松町民運動場
- 岐阜羽島警察署